# Apries
Apries var en egyptisk farao i 26:e dynastin som regerade mellan 589 f.Kr. och 570 f.Kr., och dog 567 f.Kr. 